# Застава (запобіжний захід)
Під заставою як видом запобіжного заходу розуміється внесення на спеціальний рахунок, визначений у порядку, затвердженому законом або іншим актом, підозрюваним, обвинуваченим коштів з метою забезпечення виконання підозрюваним, обвинуваченим покладених на нього обов'язків, під умовою звернення внесених коштів у дохід держави в разі невиконання цих обов'язків.

## Розміри застави
Розмір застави встановлюється слідчим суддею, судом, у розмірах, передбачених ч. 5 ст. 182 КПК:
- щодо особи, підозрюваної чи обвинуваченої у вчиненні нетяжкого злочину, — від одного до двадцяти розмірів прожиткового мінімуму для працездатних осіб
- щодо особи, підозрюваної чи обвинуваченої у вчиненні тяжкого злочину, — від двадцяти до вісімдесяти розмірів прожиткового мінімуму для працездатних осіб;
- щодо особи, підозрюваної чи обвинуваченої у вчиненні особливо тяжкого злочину, — від вісімдесяти до трьохсот розмірів прожиткового мінімуму для працездатних осіб

У виключних випадках, якщо слідчий суддя, суд встановить, що застава у зазначених межах не здатна забезпечити виконання особою, що підозрюється, обвинувачується у вчиненні тяжкого або особливо тяжкого злочину, покладених на неї обов'язків, застава може бути призначена у розмірі, який перевищує вісімдесят чи триста розмірів прожиткового мінімуму для працездатних осіб.

## Форма
Застава може бути застосована як окремий запобіжний захід, так і як частина взяття під варту. У випадку, якщо слідчий суддя, суд, встановлять заставу як окремий запобіжний захід, підозрюваний, обвинувачуваний не пізніше п'яти днів з дня обрання запобіжного заходу у вигляді застави зобов'язаний внести кошти на відповідний рахунок або забезпечити їх внесення заставодавцем та надати документ, що це підтверджує, слідчому, прокурору, суду.
Також при обранні запобіжного заходу у вигляді взяття під варту слідчий суддя, суд встановлюють розмір застави, сплата якої тягне за собою негайне звільнення взятого під варту. Застава не встановлюється при взятті під варту:
1) щодо злочину, вчиненого із застосуванням насильства або погрозою його застосування;

2) щодо злочину, який спричинив загибель людини;

3) щодо особи, стосовно якої у цьому провадженні вже обирався запобіжний захід у вигляді застави, проте був порушений нею.

## Заставодавець
Заставодавець — фізична або юридична особа, яка вносить заставу. Заставодавцем може бути як сама особа, щодо якої обраний такий запобіжний захід, так і інша особа. Заставодавцем не може бути юридична особа державної або комунальної власності або така, що фінансується з місцевого, державного бюджету, бюджету Автономної Республіки Крим, або у статутному капіталі якої є частка державної, комунальної власності, або яка належить суб'єкту господарювання, що є у державній або комунальній власності.
При застосуванні запобіжного заходу у вигляді застави підозрюваному, обвинуваченому роз'яснюються його обов'язки і наслідки їх невиконання, а заставодавцю — у вчиненні якого кримінального правопорушення підозрюється чи обвинувачується особа, передбачене законом покарання за його вчинення, обов'язки із забезпечення належної поведінки підозрюваного, обвинуваченого та його явки за викликом, а також наслідки невиконання цих обов'язків.

## Наслідки порушення
У разі невиконання обов'язків заставодавцем, а також, якщо підозрюваний, обвинувачений, будучи належним чином повідомлений, не з'явився за викликом до слідчого, прокурора, слідчого судді, суду без поважних причин чи не повідомив про причини своєї неявки, або якщо порушив інші покладені на нього при застосуванні запобіжного заходу обов'язки, застава звертається в дохід держави та зараховується до спеціального фонду Державного бюджету України й використовується у порядку, встановленому законом для використання коштів судового збору.
Питання про звернення застави в дохід держави вирішується слідчим суддею, судом за клопотанням прокурора або за власною ініціативою суду в судовому засіданні за участю підозрюваного, обвинуваченого, заставодавця, в порядку, передбаченому для розгляду клопотань про обрання запобіжного заходу. Неприбуття в судове засідання зазначених осіб, які були належним чином повідомлені про місце та час розгляду питання, не перешкоджає проведенню судового засідання.
У разі звернення застави в дохід держави слідчий суддя, суд вирішує питання про застосування до підозрюваного, обвинуваченого запобіжного заходу у вигляді застави у більшому розмірі або іншого запобіжного заходу

## Застава, яка не була звернена в дохід держави
Застава, що не була звернена в дохід держави, повертається підозрюваному, обвинуваченому, заставодавцю після припинення дії цього запобіжного заходу. При цьому застава, внесена підозрюваним, обвинуваченим, може бути повністю або частково звернена судом на виконання вироку в частині майнових стягнень. Застава, внесена заставодавцем, може бути звернена судом на виконання вироку в частині майнових стягнень тільки за його згодою.